# Vivienne Baillie
 (mars 2017).
 (juin 2022).
Si vous disposez d'ouvrages ou d'articles de référence ou si vous connaissez des sites web de qualité traitant du thème abordé ici, merci de compléter l'article en donnant les références utiles à sa vérifiabilité et en les liant à la section « Notes et références ».
Vivienne Baillie Gerritsen, née en 1963 à Édimbourg en Écosse, est une écrivaine vaudoise.

## Biographie
Bi-nationale britannique et suisse, Vivienne Baillie Gerritsen arrive en Suisse à l'âge de 17 ans après avoir vécu en Écosse et en Italie. Elle entreprend des études de géologie, d'archéologie préhistorique puis de biologie aux universités de Lausanne et de Genève. Licenciée en biologie, elle travaille par la suite dans le domaine de la communication scientifique. Elle écrit de nombreux articles, quelques pièces de theâtre et contes scientifiques pour enfants, et conçoit une exposition “made in utero” montée au Musée de Zoologie de Lausanne en 2012 mettant en scène un livre pour enfants dont elle est l’auteur, sur le thème du développement embryonnaire,. Elle poursuit parallèlement un travail d’écriture. En 2008, prix pour la nouvelle du magazine suisse "Profil Femme".

## Publications
- 2023: La vie, l'amour, la mort & les protéines, avec le dessinateur aloys lolo, vulgarisation scientifique, éditions Antipodes
- 2022: Retours, nouvelle, éditions Le poisson volant
- 2019: An File - "Le Poète" traduit en gaélique par Colm Ó Snodaigh, éd. Coiscéim (Dublin, Irlande)
- 2017: Ce dont nous n'avons pas parlé, récit.
- 2016 : Vivienne Baillie Gerritsen, Valérie Barbié, Christine Durinx et Jacques S. Beckmann, « Bioinformatique et médecine personnalisée : la Suisse pionnière », Revue médicale Suisse,‎ 24 février 2016 (lire en ligne, consulté le 16 mai 2023)
- 2014: Te souviens-tu de moi ?, recueil de nouvelles.
- 2012: Le Poète / The Poet, conte bilingue français/anglais, illustrations de Charlotte de Perrot.
- 2011: Glisse ta main dans la mienne, recueil de nouvelles.
- 2009: Heureusement qu'il reste les goélands, recueil de nouvelles.

### Vulgarisation scientifique
Projets d'envergure:
- depuis 2020 : Bande dessinée sur les protéines avec le dessinateur suisse Aloys Lolo[4].
- 2012 : Zooïne, sur les sentiers de la vie, conte scientifique pour enfants, illustrations d'Amélie Frison.
- 2012 : Made in Utero, la naissance de la vie, conception d'exposition montée au Musée de Zoologie (Lausanne)[2].
- depuis 2000 : Autrice du blog Protein Spotlight sur les protéines[4].